# Караганды (Сырымский район)
Караганды (каз. Қарағанды) — село в Сырымском районе Западно-Казахстанской области Казахстана. Входит в состав Шолаканкатынского сельского округа. Код КАТО — 275859300.

## Население
В 1999 году население села составляло 428 человек (202 мужчины и 226 женщин). По данным переписи 2009 года, в селе проживало 214 человек (95 мужчин и 119 женщин).